# София Кабел Инфо
София Кабел Инфо е бивш български телевизионен канал.
Създаден е през октомври 1999. Част е от групата на София Кабел. През 2005 г. каналите на София Кабел са закупени от „ЕстНет“ и на 1 ноември 2005 са закрити.